# Голем (компьютер)
Голем — название трёх компьютеров, созданных в Институте Вейцмана.
В 1960-м году факультет прикладной математики начал планировать постройку нового компьютера, который бы заменил WEIZAC, работающий с 1955 года.
Вначале его хотели назвать WEIZAC-2, но, по совету Гершома Шолема ЭВМ была названа Големом.
Голем-алеф начал работать 29 декабря 1963 года.
Успешность проекта привела к созданию ещё одной, такой же, ЭВМ, которая начала работать в 1966 году.
Дизайн компьютера был основан на ILLIAC II, но имел ряд усовершенствований, благодаря которым он был в меньшим по размеру, и потреблял в десять раз меньше электричества. Компьютер имел размер слова 75 бит (в расчётах с плавающей запятой — 64 бит мантисса, 10 бит — экспонента), что на то время являлось мировым рекордом; скорость вычислений превышала WEIZAC в 100 раз.
В 1967 году началось планирование ЭВМ Голем-бет, которая в 1974 году сменила Голем-алеф.
Голем-бет закончил свою работу в 1983 году.
Три разработчика Голем-алеф получили премию Ротшильда.